# Juliana Alves
Juliana Alves de Oliveira (Rio de Janeiro, 3 de maio de 1982) é uma atriz brasileira. Ficou conhecida por participar da terceira edição do reality show Big Brother Brasil em 2003, mas antes foi dançarina do programa Domingão do Faustão. Atuou em Chocolate com Pimenta (2003) e outros projetos, até ser reconhecida por seu desempenho em Duas Caras (2007), Caminho das Índias (2009) e por antagonizar em Ti Ti Ti (2010). No cinema fez participações nos filmes Vamos Fazer um Brinde de 2011 e E Aí... Comeu? de 2012.
Foi voluntária e uma das agentes de saúde do projeto Gincana Aids - informação da ONG, que luta contra o preconceito às mulheres negras aos dezoito anos e apoiou em 2011 o projeto governamental "Levanta a Cabeça - Qual é a sua história?", que teve como objetivo valorizar a consciência negra por meio de atividades de impacto nas escolas da rede estadual de ensino. Se formou em Serviço Social da Universidade Federal do Rio de Janeiro e ingressou em Psicologia na Universidade Estadual do Rio de Janeiro com o sistema de cotas para negros.
Foi musa do Salgueiro e rainha de bateria do Império da Tijuca em 2004. Representou a Mocidade Independente de Padre Miguel, Renascer de Jacarepaguá, Vila Isabel, Pérola Negra no Carnaval de São Paulo e ficou no posto de rainha de bateria da Unidos da Tijuca por 5 carnavais (2013-2018), anunciando seu desligamento com a escola em 21 de dezembro de 2018.

## Biografia

### Início da vida, da carreira eBig Brother Brasil
"Tinha preconceito [contra ao Big Brother Brasil]. Achava que as pessoas participavam só para aparecer e também não acreditava na possibilidade de ganhar o dinheiro. Mas mudei de ideia quando pensei que milhares de pessoas têm vontade de viver essa experiência e que isso tinha aparecido na minha vida de maneira inesperada"

— Alves, após o inesperado convite de participar do reality.
Juliana nasceu em Bento Ribeiro, Rio de Janeiro em 3 de maio de 1982, filha da professora Fátima Machado e do psicólogo Sebastião Oliveira. Da fase de alfabetização até o terceiro ano do ensino médio estudou no Colégio Pedro II. Aos 10 anos iniciou em uma oficina de teatro e aos dezoito era voluntária e uma das agentes de saúde do projeto Gincana Aids-informação da ONG Criola, que luta contra o preconceito às mulheres negras. Formou-se em Serviço Social da Universidade Federal do Rio de Janeiro. Cursou dança, e sua professora indicou-a para um coreógrafo famoso, começando em seguida como bailarina no Domingão do Faustão, fazendo campanhas publicitárias e teatro amador. Em 2002, Alves foi abordada por produtores do reality show Big Brother Brasil e após vários testes foi confirmada na terceira edição do programa. Enquanto permaneceu no reality, ela recebeu imunidade na segunda semana, foi anjo na terceira e líder do grupo na quarta, ganhando um carro de presente por ter vencido uma prova. Foi eliminada na quinta semana, recebendo 65% dos votos do público após enfrentar Dhomini Ferreira no paredão, sendo ele mais tarde o vencedor da edição. Após a atriz sair da Big Brother Brasil, ela foi convidada a participar da novela Chocolate com Pimenta, onde interpretou "a jovem batalhadora" Selma. Com o fim da telenovela, ficou sem trabalhar e ingressou em Psicologia na Universidade Estadual do Rio de Janeiro com o sistema de cotas para negros.

### Novos trabalhos e notoriedade
Em 2005, participou do seriado Mano a Mano da RedeTV! como Rosy, participou da peça de teatro "Como o Diabo Gosta" e no mesmo ano fez uma participação especial como Sheila em Prova de Amor da RecordTV. Dois anos depois, Alves recebeu uma proposta da RecordTV para fazer um papel grande em uma nova novela, e na mesma época, a Rede Globo convidou-a para atuar na minissérie Amazônia, de Galvez a Chico Mendes em um papel menor, por fim aceitando a proposta da Globo após receber conselhos de pessoas que ela amava e confiava. Nesta, ela interpretou Áurea. Depois de Amazônia, a atriz fez um teste para novela das seis, não passou mas foi contratada pela emissora carioca. No mesmo ano embarcou em Duas Caras, como a "espevitada periguete" Gislaine Caó dos Santos. Por conta do seu desempenho na novela, recebeu o Prêmio Contigo! de atriz revelação. Em 2008 fez várias participações, como no programa português Episódio Especial, e nos brasileiros Casos e Acasos, Faça sua História e A Grande Família. Um ano depois, interpretou Suellen, uma garçonete que trabalha em uma pastelaria de uma família indiana e habituada a frequentar uma gafieira na Lapa em Caminho das Índias. Por seu esforço, ganhou o prêmio de melhor atriz no Troféu Raça Negra de 2009. Em outubro de 2009, foi capa da Revista Playboy e no fim do ano, apareceu em A Turma do Didi e Chico e Amigos.

### Ti Ti Ti, outras novelas e cinema
Alves, em 2010, viveu a vilã e alpinista social Clotilde Matoso em Ti Ti Ti, e no mesmo ano apoiou o projeto governamental "Levanta a Cabeça - Qual é a sua história?", que teve como objetivo valorizar a consciência negra por meio de atividades de impacto nas escolas da rede estadual de ensino. Em 2011, atuou no cinema como Betina no filme Vamos Fazer um Brinde, não recebendo cachê para participar e renovou seu contrato com a Rede Globo por quatro anos no final do ano. No ano seguinte, deu vida à vilã e cozinheira Dinha em Cheias de Charme, protagonizou um episódio da série audiovisual As Brasileiras, no episódio "A Mascarada do ABC" como a taxista Janice. Fez uma participação na primeira temporada de Louco por Elas como Marina e apareceu no cinema pela segunda vez no filme E Aí... Comeu? dando vida à "inteligente" Isabela. Em julho de 2013, protagonizou a peça de teatro "Forrobodó", que conta a história de um triângulo amoroso. No segundo semestre de 2014, irá dar vida a Luzia no longa Isolados. Ainda em 2014, é anunciada no elenco de Babilônia, no papel da periguete Valeska.

## Vida pessoal

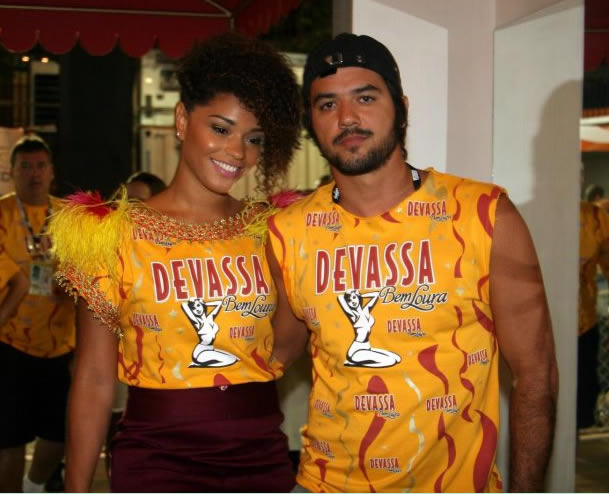
Alves e Guilherme Duarte no Carnaval de 2011.

Alves conheceu Guilherme Duarte, seu ex-namorado, durante as filmagens da novela Duas Caras em 2007. Ele era rodeado por várias meninas e uma amiga em comum do casal incentivava os dois juntos, mas a atriz não queria se relacionar tão cedo, mas mais tarde, eles oficializaram o namoro. Eles interpretavam um casal romântico na trama e tiveram o primeiro encontro após o término desta. Em 2010, pensaram em se casar e moraram juntos por um tempo, chamado de "ensaio" por eles, mas ambos voltando a morar sozinhos em seguida. Foi casada entre 2017 e 2022 com o cineasta Ernani Nunes, pai de sua filha Yolanda.
A crítica diz que Alves tem "alma de passista". Ela foi musa do Salgueiro e rainha de bateria do Império da Tijuca em 2004. Representando a Mocidade Independente de Padre Miguel, Renascer de Jacarepaguá, Vila Isabel e Pérola Negra no Carnaval de São Paulo. Em 2013 foi coroada como rainha de bateria da Unidos da Tijuca na madrugada do dia 25 de novembro de 2013 na quadra de ensaios da escola, e ficou emocionada: "Achei que fosse estar mais preparada, pois foram meses de espera. Mas quando pisei na quadra eu senti muita emoção, porque hoje estou reunindo pessoas que fazem parte da minha vida, minha família e meus verdadeiros amigos, que estão ao meu lado em todos os momentos da minha vida. Estou com o meu povo, na semana da consciência negra, é o melhor momento da minha vida. Não sei nem definir o que estou sentindo de tão emocionada. [...] Quando vejo o sorriso de um componente da escola falando que eu representei bem, tudo vale a pena". Alves desfilou duas vezes na Tijuca quando pequena em alas.

### Ativismo
"Criola é a minha casa e a minha escola [...] Aprendi a ter organização, a conviver com um grupo e a lidar com as pessoas. A sensação de ser útil é maravilhosa."

— Alves, aos 18 anos, descrevendo a sensação de participar da ONG Criola.
Após ser voluntária e uma das agentes de saúde do projeto Gincana Aids - informação da ONG Criola que luta contra o preconceito às mulheres negras quando tinha 18 anos, apoiou em 2011 o projeto governamental "Levanta a Cabeça - Qual é a sua história?", que teve como objetivo valorizar a consciência negra por meio de atividades de impacto nas escolas da rede estadual de ensino: "Há uns meses minha sobrinha chegou em casa perguntando porque ela era daquela cor, por que o cabelo dela era daquele jeito. Nunca ouvi falar de uma criança branca que questionasse sua origem. A escola é grande responsável pela socialização dos indivíduos [...] Estou bastante esperançosa pelas iniciativas que estão sendo tomadas, temos uma lei que obriga o ensino de história e cultura afro em escolas de ensino fundamental e médio. Já que as crianças reproduzem valores que absorvem através do que aprendem, ninguém nasce racista."
Alves declarou já ter sofrido racismo no início de sua carreira, e hoje em dia lida isso como um obstáculo e não como "coisas deste mundo em que vivemos". É a favor do sistema de cotas para negros e pardos nas faculdades brasileiras, alegando: “No que diz respeito à igualdade de oportunidades ainda estamos muito atrasados. Ainda cumprimos cotas pré-estabelecidas. Isso significa que ainda precisamos reparar essa injustiça social”. A atriz classifica o Brasil como um país que esconde o preconceito em geral:
| “ | A prova de que estamos muito atrasados nessa questão e de que o racismo existe no Brasil é justamente toda essa discussão ainda existir. Hoje em dia, muito mais do que 15 anos atrás, as pessoas têm vergonha e se sentem fora do senso comum quando se vêem intolerantes. Vemos menos pessoas exaltando e enchendo a boca ao serem intolerantes, porque hoje o racismo é crime, porque a sociedade está mais flexível em relação aos homossexuais. Exemplo é que quando [o deputado federal] Bolsonaro foi falar o que ele pensa, recebeu uma resposta à altura da opinião pública. Acho que agora está muito claro que não é legal ser intolerante, mas por outro lado acho que as pessoas não resolveram isso internamente ainda. O Brasil ainda é um país que vela e esconde debaixo do tapete todas essas questões. | ” |

### Ancestralidade
Em 2021, Juliana Alves submeteu-se a exame de ancestralidade e descobriu que tem 54% de ancestralidade africana (Gabão, Camarões e Congo).

## Filmografia

### Televisão
| Ano       | Título                             | Personagem                          | Nota                            |
| --------- | ---------------------------------- | ----------------------------------- | ------------------------------- |
| 2000–2002 | Domingão do Faustão                | Bailarina                           |                                 |
| 2003      | Big Brother Brasil                 | Participante (9º lugar)             | Temporada 3                     |
| 2003–2004 | Chocolate com Pimenta              | Selma Cardoso de Almeida            |                                 |
| 2005      | Mano a Mano                        | Rosimeire Pereira (Rosy)            |                                 |
| 2005      | Prova de Amor                      | Sheila                              |                                 |
| 2007      | Amazônia, de Galvez a Chico Mendes | Áurea                               |                                 |
| 2007–2008 | Duas Caras                         | Gislaine Caó dos Santos             |                                 |
| 2008      | Casos e Acasos                     | Joelma                              | Episódio: "A Nova Namorada"     |
| 2008      | Faça Sua História                  | Domingas                            | Episódio: "O Estouro da Boiada" |
| 2008      | A Grande Família                   | Josiane (Mulher Jerimum)            | Episódio: "Babá Jerimum"        |
| 2009      | Caminho das Índias                 | Suellen Castanho                    |                                 |
| 2009      | Chico e Amigos                     | Brenda                              |                                 |
| 2010–2011 | Ti Ti Ti                           | Clotilde Matoso                     |                                 |
| 2012      | As Brasileiras                     | Janice                              | Episódio: "A Mascarada do ABC"  |
| 2012      | Louco por Elas                     | Marina                              |                                 |
| 2012      | Cheias de Charme                   | Diana Moreira (Dinha)               |                                 |
| 2015      | Babilônia                          | Valeska de Paiva                    |                                 |
| 2016      | Segredos de Justiça                | Ana                                 | Episódio: "Cale-se para Sempre" |
| 2016–2017 | Sol Nascente                       | Isadora de Souza (Dora)             |                                 |
| 2018–2019 | O Tempo Não Para                   | Maria José Emerenciano Viana (Mazé) |                                 |
| 2019      | Malhação: Vidas Brasileiras        | Lorrane Paz                         | Episódios: "7–10 de abril"      |
| 2020–2021 | Salve-se Quem Puder                | Renata Modesto (Renatinha)          |                                 |
| 2023      | Amor Perfeito                      | Wanda Pacheco                       |                                 |
| 2023      | Dança dos Famosos                  | Participante (9º lugar)             | Temporada 20                    |
| 2023      | Tributo                            | Ela mesma                           | Episódio: "Léa Garcia"          |
| 2024      | Mania de Você                      | Aparecida Mendes (Cida)             | participação especial           |
| 2024–2025 | Volta por Cima                     | Aparecida Mendes (Cida)             |                                 |
| 2025      | BBB: O Documentário                | Ela mesma                           |                                 |

### Cinema
| Ano  | Título                          | Papel                | Nota(s)               |
| ---- | ------------------------------- | -------------------- | --------------------- |
| 2011 | Vamos Fazer um Brinde           | Betina               | Curta-metragem        |
| 2012 | E Aí... Comeu?                  | Isabela              |                       |
| 2014 | Isolados                        | Luzia                |                       |
| 2014 | Made in China                   | Andressa             |                       |
| 2016 | Turbulência                     | Ela mesma            | Participação Especial |
| 2017 | Gostosas, Lindas & Sexies       | Juju Bombom          |                       |
| 2017 | A Comédia Divina                | Lilith               |                       |
| 2019 | Correndo Atrás                  | Jurema               |                       |
| 2022 | Barba, Cabelo & Bigode          | Greicy Kelly Almeida |                       |
| 2023 | Um Ano Inesquecível - Primavera | Ingrid               |                       |
| 2023 | O Sequestro do Voo 375          | Cláudia              |                       |
| 2024 | Morando com o Crush             | Karina               |                       |
| 2025 | Fé para o Impossível            | Dra. Vera            |                       |

## Teatro
| Ano  | Título             | Personagem |
| ---- | ------------------ | ---------- |
| 2005 | Como o Diabo Gosta | —          |

## Prêmios e indicações
| Ano  | Prêmio                     | Categoria                            | Nomeação               | Resultado |
| ---- | -------------------------- | ------------------------------------ | ---------------------- | --------- |
| 2008 | Prêmio Contigo! de TV      | Melhor Atriz Revelação               | Duas Caras             | Venceu    |
| 2008 | Prêmio Extra de Televisão  | Melhor Atriz Revelação               | Duas Caras             | Indicada  |
| 2009 | Troféu Raça Negra          | Melhor Atriz                         | Caminho das Índias     | Venceu    |
| 2013 | Veja Rio Carnaval          | Rainha de Bateria                    | Unidos da Tijuca       | Venceu    |
| 2013 | Troféu Tupi Carnaval Total | Rainha de Bateria                    | Unidos da Tijuca       | Venceu    |
| 2013 | Gato de Prata              | Revelação                            | Unidos da Tijuca       | Venceu    |
| 2016 | Gato de Prata              | Rainha de Bateria                    | Unidos da Tijuca       | Venceu    |
| 2023 | Prêmio Potências           | Atriz do Ano                         | Amor Perfeito          | Indicada  |
| 2024 | SEC Awards                 | Melhor Performance em Filme Nacional | O Sequestro do Voo 375 | Indicada  |